# Rofelewand
Die Rofelewand ist ein 3353 m ü. A. hoher, doppelgipfliger Berg in den Ötztaler Alpen und gilt als einer der schönsten Berge des Kaunergrats zwischen Pitztal und Kaunertal. Er gehört in der Region zu den alpinistisch anspruchsvollsten und lohnendsten Zielen. Dementsprechend wird die Rofelewand gelegentlich auch als Matterhorn des Kaunergrats bezeichnet.

## Besteigungsgeschichte
Die Erstbesteigung des Hauptgipfels gelang einer Gruppe mit Theodor Petersen, Isidor Müller, Kaspar Neuner und Alois Neururer mit den Führern Alois Ennemoser, Joseph Kirschner und Gottlieb Rauch am 24. Juli 1873. Theodor Petersen und Führer Alois Ennemoser verließen um 2:50 Uhr in Begleitung von dem Postmeister Kaspar Neuner, dem Fotografen Isidor Müller aus Landeck, des Wirtes Alois Neururer, sowie der Gemsjäger Gottlieb Rauch und Josef Kirschner den Ort St. Leonhard im Pitztal. Sie stiegen durch den Wald in etwa einer Stunde zur Arzler Alm empor. Von dort hielt man sich südlich, ließ die steilen Wände der Rofelewand und eines Vorgipfels zur Rechten, einen vorspringenden Rücken, den Katzenkopf, zur Linken und erreichte über Geröll in einer Stunde die Moräne des Totenkarferners. Man betrat an der linken Seite des Gletschers die Felsen und kletterte bis an den Fuß eines steilen Schneefeldes empor. Die zunehmende Steigung erforderte langes Stufenhauen. In großer Höhe bog man mehr nach Norden ein, zu einer überschneiten Eisrinne. Nach Überwindung dieses 50° steilen Couloirs war der höchste Kamm erreicht und über eine scharfe Firnschneide erreichte man nach 5 Stunden und 10 Minuten Aufstieges ab St. Leonhard den Gipfel des Berges. Auch der niedrigere Ostgipfel wurde anschließend erstiegen, den Gottlieb Rauch ein Jahr zuvor erobert hatte. Für den Abstieg nach St. Leonhard benötigte man 2 Stunden 55 Minuten.

## Routen

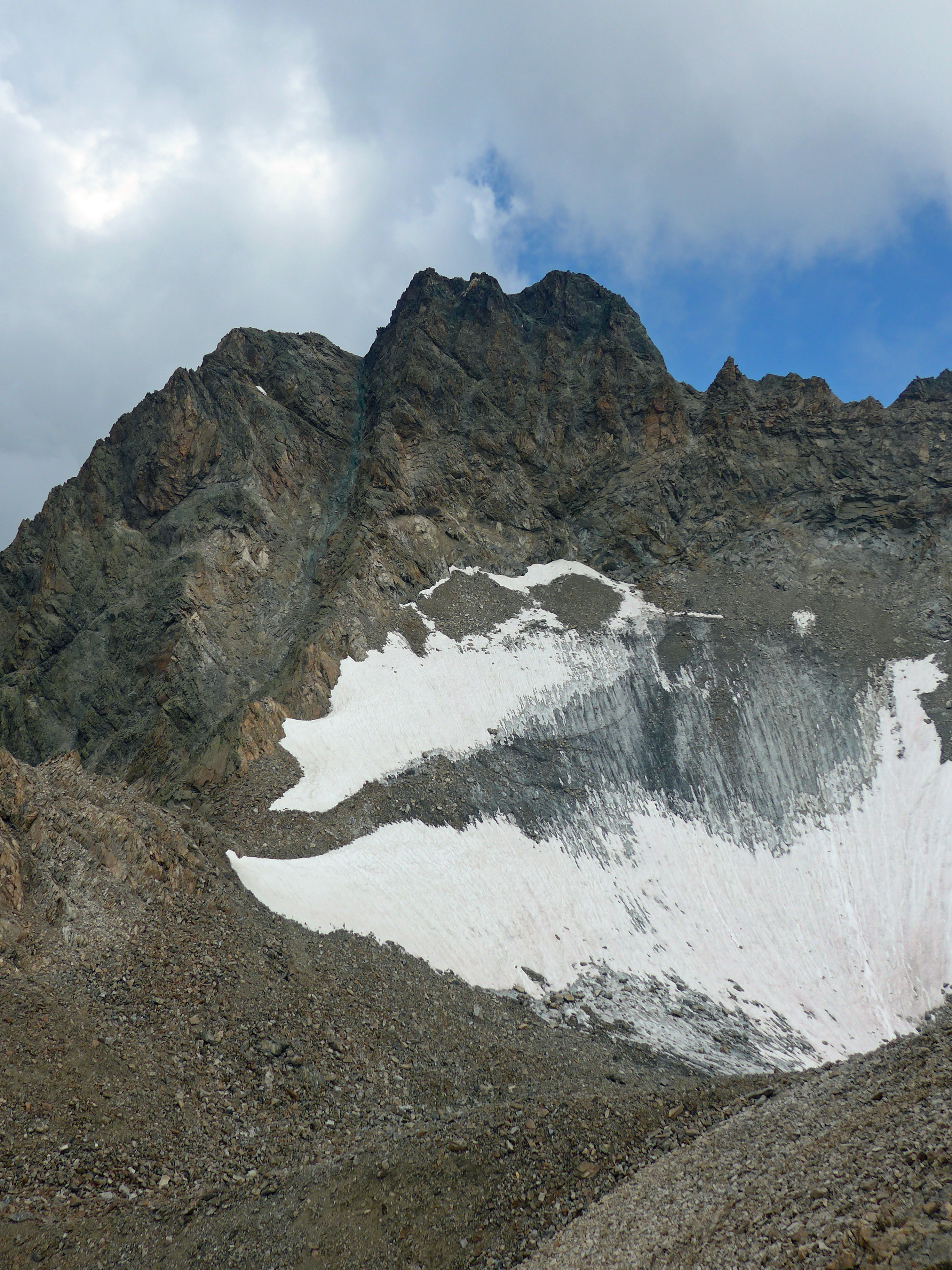
Rofelewand von Süden, vom Totenkarköpfl. In Bildmitte der Hauptgipfel, links davon die markante „Eisrinne“, die im August 2018 völlig eisfrei war. Direkt rechts neben der Rinne die Südkante.

Die Rofelewand besitzt verschiedene Besteigungsrouten, von der einige sehr schwierig sind, was beim Anblick des Berges bereits offensichtlich ist. Der am häufigsten begangene Weg führt über die oberen Gletscherbecken des Schweickert- und Totenkarferners und über eine sehr steile und oftmals gefährliche „Eisrinne“ (45°, ca. 150 Höhenmeter) hinauf zum Gipfelgrat. Die Schwierigkeiten in der Eisrinne hängen sehr stark von den Verhältnissen ab. So hat die Eisrinne schon einige Opfer gefordert, unter anderem auch den Extrembergsteiger Günter Hafele, der am 19. Juni 2000 dort tödlich abstürzte. Im Spätsommer ist die Rinne mittlerweile völlig eisfrei.
Meistens wird die Tour vom Kaunertal aus begangen und die Verpeilhütte (2025 m) dabei als Stützpunkt genutzt. An der Route vom Pitztal aus liegt die Arzler Alm (1875 m), die allerdings keine Übernachtungsmöglichkeiten bietet. Wird der Berg vom Pitztal direkt begangen, so sind bis zum Gipfel ungefähr 2000 Höhenmeter zu überwinden.
Die bekanntesten Routen sind die folgenden:
- Eisrinne (II) von der Verpeilhütte: 4–5 Stunden, ca. 1300 Hm
Die Route führt von der Verpeilhütte zu einem unterhalb des Schweickertferner gelegenen See und weiter auf dem Schweickertferner zum unteren Teil der Eisrinne. Über die Eisrinne gelangt man zum Gipfelgrat.
- Eisrinne (II) von Piösmes im Pitztal: 6–7 Stunden, ca. 2000 Hm
Von Piösmes gelangt man über einen Steig zur Arzler Alm. Weiter geht es weglos über die Hochebene nahe dem Berg zum Totenkarferner. Über diesen geht es hinauf bis ins oberste Gletscherbecken neben der Rinne, zu der man über eine Felsrippe gelangt.
- Ostgrat (IV), 8–10 Stunden vom Einstieg
Von der oben erwähnten Hochebene nahe der Arzler Alm steigt man über Rinnen zu einer Gratscharte jenseits des Katzenkopfes auf. Dort wartet eine schwierige Kletterei auf einem ausgesetzten Grat. Der Grat selbst besitzt zwei große Aufschwünge und ist recht ausgesetzt.
- Südrippe (III)
Ähnliche Route wie der Normalweg aber unter Vermeidung der oftmals gefährlichen Eisrinne, indem man direkt rechts der Rinne über die Felsen zum Gipfelgrat aufsteigt.

Die Route der Erstbesteiger über die Südschulter ist aufgrund des Gletscherrückgangs nicht mehr möglich.
Hermann Buhl bestieg als Erster den Rofelewand-Nordgrat (bis heute unwiederholt).

## Impressionen

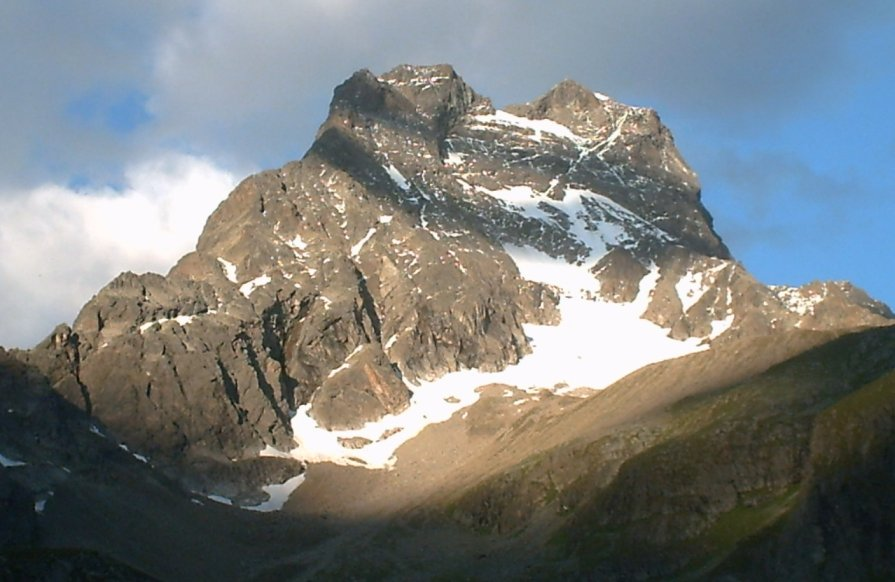
Rofelewand im Morgenlicht
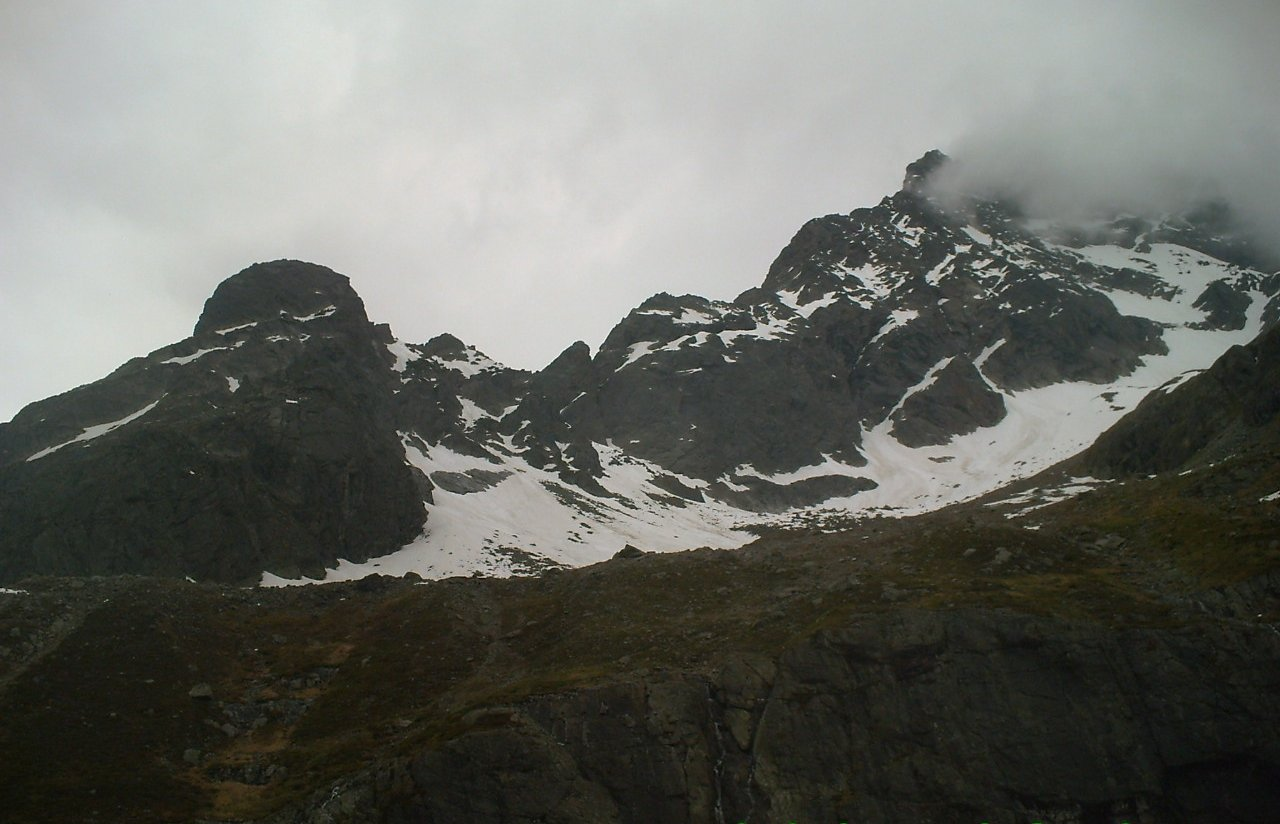
Ostgrat
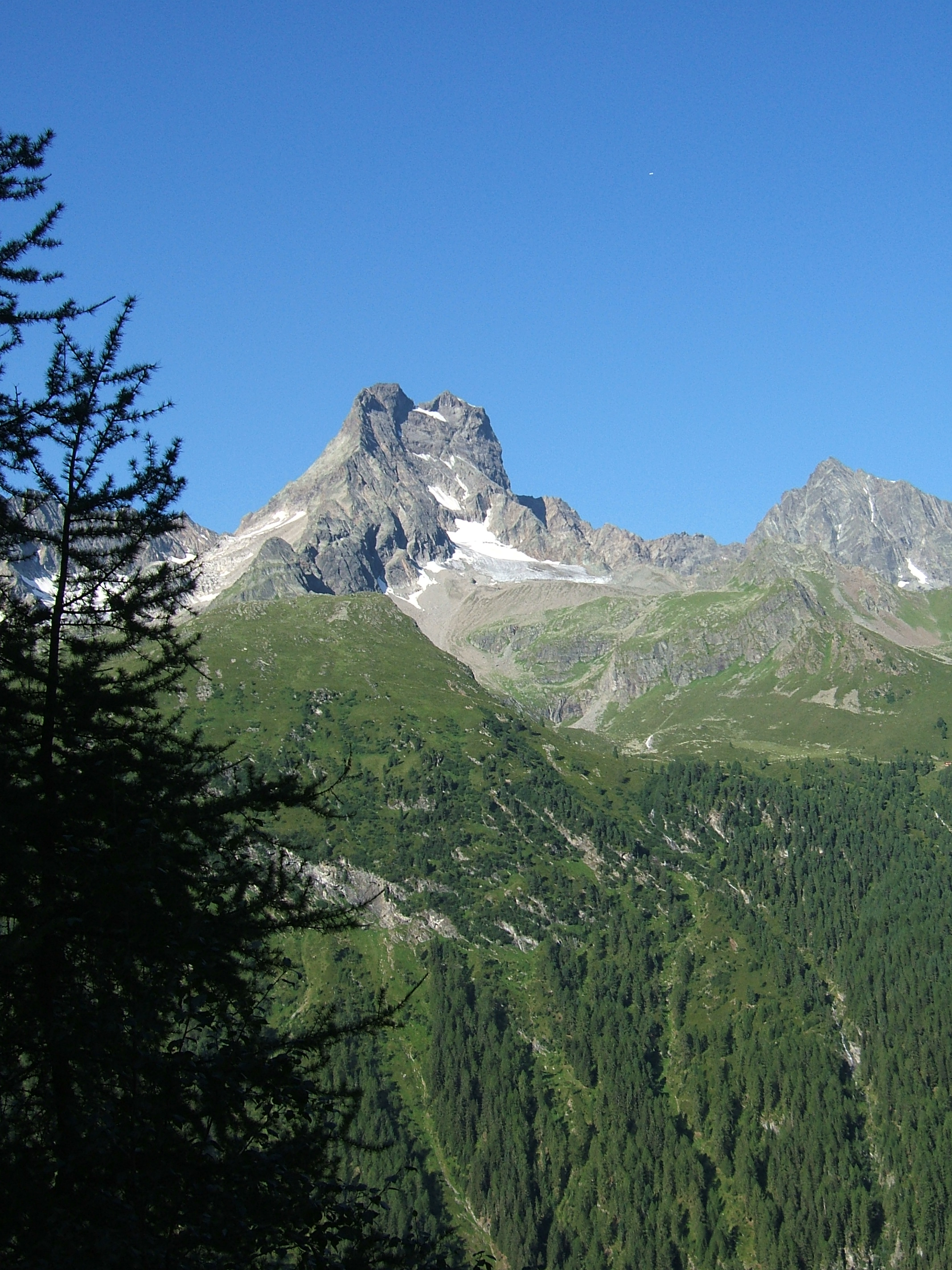
Rofelewand von Osten